# Царукаєва Світлана Касполатівна
Світлана Касполатівна Царукаєва  (рос. Светлана Касполатовна Царукаева, 25 грудня 1987) — російська важкоатлетка.

## Виступи на Олімпіадах
| Олімпіада   | Вагова категорія | Місце                     |
| ----------- | ---------------- | ------------------------- |
| Пекін 2008  | середня          | участь                    |
| Лондон 2012 | 63 кг            | ( Срібло) дискваліфікація |

У серпні 2015 року розпочалися повторні аналізи на виявлення допінгу зі збережених зразків з Олімпійських ігор у Пекіні 2008 року та Лондоні 2012 року. 
Перевірка зразків Світлани Царукаєвої з Лондона 2012 року призвела до позитивного результату на заборонену речовину дегідрохлорметилтестостерон (туринабол). Рішенням дисциплінарної комісії Міжнародного олімпійського комітету від 5 квітня 2017 року вона була дискваліфікована з Олімпійських ігор в Лондоні 2012 року і позбавлена срібної олімпійської медалі.